# Jean-Claude Van Damme
Jean-Claude Van Damme, echte naam Jean-Claude Camille François Van Varenberg (Sint-Agatha-Berchem, 18 oktober 1960), is een Belgisch acteur die sinds 1982 in de Verenigde Staten woont en werkt. Hij acteert voornamelijk in actiefilms. Zijn Brusselse afkomst bezorgde hem de bijnaam "Muscles from Brussels". Als vechtsporter deed hij ook aan krachttraining en kon hij 166 kg bankdrukken, twee keer zijn gewicht, in zijn topjaren, wat veel is voor iemand van 83 kg. Ook won hij een bodybuildingwedstrijd, waarna hij gekroond werd tot 'mr. Belgium'.

## Levensloop
Van Damme werd geboren als zoon van de Brusselse Eugene Van Varenberg en de Vlaamse Eliana Van Varenberg. Hij groeide samen op met zijn 18 maanden oudere zus Véronique. Zijn vader was accountant en zijn moeder had een bloemenwinkel in Brussel. In zijn jeugd was Van Damme een stille jongen en hij was erg mager. Zijn vader schreef hem in bij een karateschool, zodat hij sterker zou worden.
Van Damme beoefende Shotokan-karate vanaf zijn elfde jaar, behaalde uiteindelijk de 2e Dan en won vele wedstrijden. Hij trainde onder karateleraar Claude Goetz met wie hij goed bevriend is. Vanaf zijn 16e ging hij ballet beoefenen voor vijf jaar. Hij werd daardoor extreem lenig en soepel, wat gunstig was voor de vechtsporten die hij beoefende. Later ging hij full-contact karate en kickboksen beoefenen en daar ook wedstrijden in deelnemen onder begeleiding van leraar Claude Goetz. Ook deed hij aan bodybuilding, waarna hij een bodybuildingwedstrijd won en gekroond werd tot 'mr. Belgium'. Gebruikmakend van zijn nieuw verworven bekendheid, opende hij op 18-jarige leeftijd een fitnessschool genaamd California Gym in Brussel. In die tijd won Van Damme een aantal Europese karatekampioenschappen.
Al sinds zijn jeugd was hij vrienden met Michel Qissi, die net als hij een gedreven vechtsporter was. Beiden hadden de droom om een filmster te worden in actiefilms. In 1982 vertrok Van Damme samen met Qissi naar Hollywood in de hoop het te gaan maken in de filmwereld. Dat viel in het begin niet mee. Ze kregen alleen rollen als figuranten aangeboden. In die tijd werkten Van Damme en Qissi in simpele baantjes om rond te komen en soms sliepen ze op het strand. Van Damme werd vrienden met Chuck Norris en werd zijn sparringspartner. Chuck Norris bood hem aan om in zijn bar als uitsmijter te werken en daar werkte Van Damme een tijdje.
In 1985 speelde Van Damme de rol van de slechterik als Ivan Kraschinsky in de film No Retreat, No Surrender, waarmee hij de aandacht wist te trekken. In 1986 lukte het Van Damme en Qissi om een gesprek te regelen met filmproducent Menahem Golan van filmmaatschappij The Cannon Group. Menahem Golan was eerst niet onder de indruk van hen, maar ze slaagden erin hem te overreden. Dit leverde Van Damme zijn eerste hoofdrol op in de film Bloodsport. Deze film werd bijna niet uitgebracht door de filmmaatschappij, omdat de montage van de film van slechte kwaliteit was gemaakt. Van Damme besloot mee te helpen bij de verbetering van de montage. Toen de film in 1988 uitgebracht werd, was deze zeer succesvol, waarna Van Damme definitief doorbrak op het witte doek. Dit werd in hetzelfde jaar gevolgd door de film Black Eagle en in 1989 door de succesvolle film Kickboxer, waarin Qissi zijn voornaamste tegenstander speelt in de rol van Tong Po. Daarna werkte Van Damme zich op tot de Hollywood mainstream in de jaren negentig, meestal met buitenlandse regisseurs. In de meeste van zijn films speelt hij een beroepsvechter, een politieagent of een soldaat. Een bekende beweging van hem is de split, die hij meerdere malen in zijn films toont. Aan het eind van de jaren negentig was het hoogtepunt van zijn carrière voorbij, maar hij bleef spelen in kleinere films, dikwijls direct voor video.
Eind jaren negentig raakte zijn leven in het slop en kreeg hij last van veel stress, waardoor hij aan de cocaïne en de alcohol geraakte. Naar verluidt leed hij aan een bipolaire stoornis. Om van zijn verslaving af te komen ging Van Damme naar het afkickcentrum Daniel Freeman Marina Hospital in Los Angeles. Hij is in totaal vijf keer getrouwd geweest, waarvan twee keer met zijn huidige echtgenote, Gladys Portugues, die een voormalig professioneel bodybuilder is. Met Portugues heeft hij een zoon en een dochter. Uit een andere relatie heeft Van Damme een zoon met model Darcy LaPier. Zijn kinderen zijn ook getraind in de vechtkunsten en treden soms op in zijn films.

## Prijzen en eretitels
- Van Damme haalde een aantal titels als kickbokser en als full contact-karateka. Als full-contact karateka verloor hij slechts één keer in de acht jaar dat hij wedstrijden deed, hij won 18 keer op knock-out. Van zijn 15e tot zijn 18e won hij 44 wedstrijden in Shotokan-karate en verloor er vier.
- In 2005 eindigde hij op nummer 188 in de Vlaamse versie van De Grootste Belg, buiten de officiële nominatielijst.
- In oktober 2012 kreeg Van Damme een standbeeld in Anderlecht.[1]

## Trivia
- In het tweede seizoen van Friends speelt Van Damme zichzelf en wordt Rachel (Jennifer Aniston) verliefd op hem.
- In een gastoptreden in de televisieserie Las Vegas, waar hij optrad als zichzelf, is hij door een mislukte stunt (fictief) om het leven gekomen.
- Hij spreekt verschillende talen waaronder Frans, Engels, Spaans, Nederlands en Duits.
- Hij opende Vertigo, een ondertussen verdwenen attractie in Walibi Belgium, en de attractie Templo del Fuego in het Spaanse pretpark PortAventura.
- Sylvester Stallone vroeg persoonlijk aan Van Damme mee te spelen in The Expendables, maar de laatste wees het aanbod af. Waarop Stallone weer hetzelfde vroeg voor The Expendables 2. Dit aanbod accepteerde Van Damme wel; hij speelt hierin de Franse hoofdschurk Jean Vilain.
- Van Damme speelde mee in een reclamespot van het wasmiddel Dash en in een reclamespot van het vrachtwagenmerk Volvo, waar hij een split deed met als steun de spiegels van twee vrachtwagens.[2]
- Hij speelde ook mee in een reclamespot voor 777.be
- Na het succes van de films  Bloodsport en Kickboxer wou Midway Games, producent van computerspellen, een computerspel maken met een vergelijkbaar thema als in de eerstgenoemde films. Dit spel zou de naam Mortal Kombat krijgen. Oorspronkelijk wou Midway Games Van Damme hebben als speelbaar personage in hun computerspel. Het lukte echter niet om tot een overeenkomst te komen met Van Damme, waardoor het spel gemaakt werd zonder hem. Het personage Johnny Cage, dat er in voorkomt, is een parodie op Van Damme.
- In 1987 kreeg Van Damme de rol van buitenaards wezen in de film Predator. Toen de verfilming begon in de jungle van Palenque, klaagde hij steeds over het oncomfortabele pak van de Predator, dat hij moest dragen. Wegens ontevredenheid over zijn rol, verliet hij uiteindelijk de filmset, waarna zijn rol overgenomen werd door acteur Kevin Peter Hall.